# Preston North End FC
A Preston North End Football Club egy 1863-ban alapított angol labdarúgócsapat Preston-ban. A csapat jelenleg az angol másodosztályban, a Championship-ben szerepel. A Football League 12 alapítócsapatának egyike, sőt 1888-ban megnyerte az FA-kupát és az első ízben kiírt angol bajnokságot is, így a világ legelső labdarúgó bajnok csapatát tisztelhetjük bennük.

## Klubtörténet

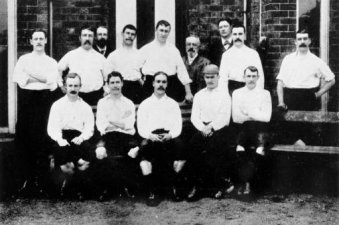
Az első angol bajnok és egyben kupagyőztes csapat 1889-ben

A csapatot krikettklubként alapították 1862-ben, és közel 20 évnek kellett eltelnie az első labdarúgó mérkőzésükig. A krikettcsapat első mérkőzését 1862 nyarán játszotta a 'The Marsh'-on,a Ribble folyó mellett Ashton-on-Ribble-ben. 1875 januárjában költöztek a Deepdale-be. Ekkor a North End második sportként felvette a rögbit, hogy a mérkőzésekre vonzott nézők által fedezzék a krikettezők magas költségeit, azonban ez hibás kísérletnek bizonyult.
A Preston 1878. október 5-én játszotta első labdarúgó mérkőzését az Eagley FC ellen, amit 1–0-ra elvesztettek. 1880 májusában hozták a döntést, hogy az egyesület véglegesen  labdarúgóklub marad. A szezonban a csapat 10 mérkőzést játszott, többek közt a Blackburn Rovers ellen 1881. március 26-án. Az akkori hírek szerint a Preston 16–0-s vereséget szenvedett.

### A Premiership-re várva (2000–)
2007. július 11-én David Nugent, az első Preston játékos 50 év óta, aki meghívást kapott az angol válogatottba, elhagyta a klubot, és az élvonalbeli Portsmouth-hoz igazolt 6 millió fontért. A klub elveszítette egyik kulcsjátékosát és, bár több játékost is igazolt, többek közt Darren Carter-t, Kevin Nicholls-t és Karl Hawley-t, mégsem tudtak rossz teljesítményükön javítani.
November 20-án az Everton segédedzőjét, Alan Irvine-t nevezték ki a Preston új menedzserévé, és három és fél éves szerződést írtak alá vele. Első sikerét akkor érte el, mikor megmentette a csapatot a kieséstől, a szezon végén a 15. helyen végeztek.

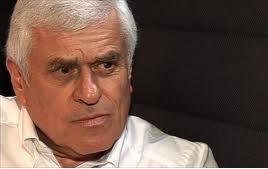
Peter Ridsdale 2011. december 6. óta a klub elnöke

A 2014-15-ös League Two szezonjában, kiegyensúlyozott teljesítmény nyújtva, (egy 16 mérkőzéses veretlenségi sorozatot is felmutattak az év folyamán, melyből 10 mérkőzést megnyertek) a 3. helyen végeztek, 2 ponttal lemaradva a feljutó Milton Keynes, és 10 ponttal Bristol City mögött. A feljutás az utolsó fordulóig kiélezett volt, mert a Preston egy ponttal vezetett riválisa előtt, és egy győzelemmel simán biztosíthatta volna magának a 2. helyet a 10 ponttal vezető Bristol City mögött. Az utolsó fordulóban azonban a győzelem elmaradt (0:1 a Colchesterrel szemben) így győzelmével a Milton Keynes örülhetett, míg a Preston, a rájátszásban lett érdekelt, ahol előbb a Chesterfield ellen sikerült a továbbjutás (1:0, 3:0), majd a döntőben, (amelyet a Wembley-ben rendeztek 48 000 néző előtt) a Swindon elleni, sima 4:0-s győzelmével, a 2015-2016-os bajnokságot a Championship-ben folytathatja.
A csapat a Johnstone's Paint Trophy küzdelmeiben az elődöntőbe jutott, ahol a Walsall állta útját (0:2,0:0).
Az FA kupa sorozatban pedig a legjobb 16 között a Manchester United állta útjukat és búcsúztatták 3:1 arányban a kék-fehéreket.
Ha a rájátszás eredményeit nem nézzük a 2014-2015-ös szezon gólkirálya a League One-ban Joe Garner (Preston) lett 25 találattal.

## Sikerlista

A csapat szereplése 1888-2015-ig

### Hazai
- 2-szeres angol bajnok: 1888-89, 1889-90
- 3-szoros másodosztályú angol bajnok: 1903-04, 1912-13, 1950-51
- 2-szeres harmadosztályú angol bajnok: 1970-71, 1999-00
- 1-szeres negyedosztályú angol bajnok: 1995-96
- 2-szeres FA-kupa győztes: 1888-89, 1937-38

## Stadion

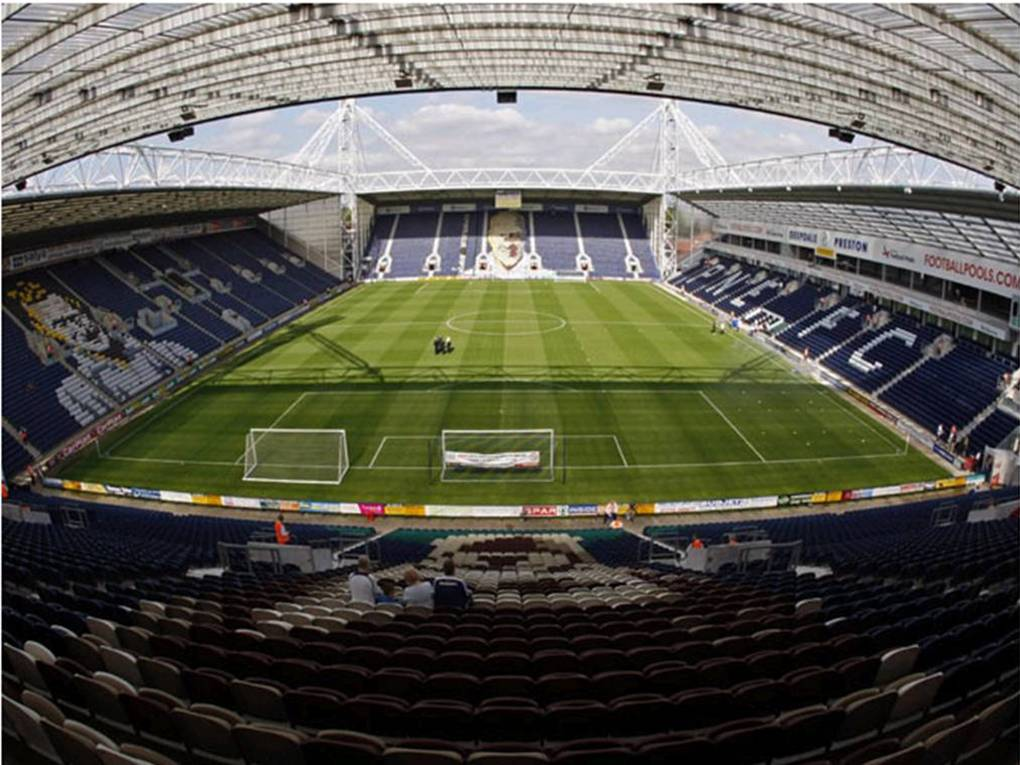
A Deepdale a legrégibb, állandóan használt labdarúgó-stadion a világon

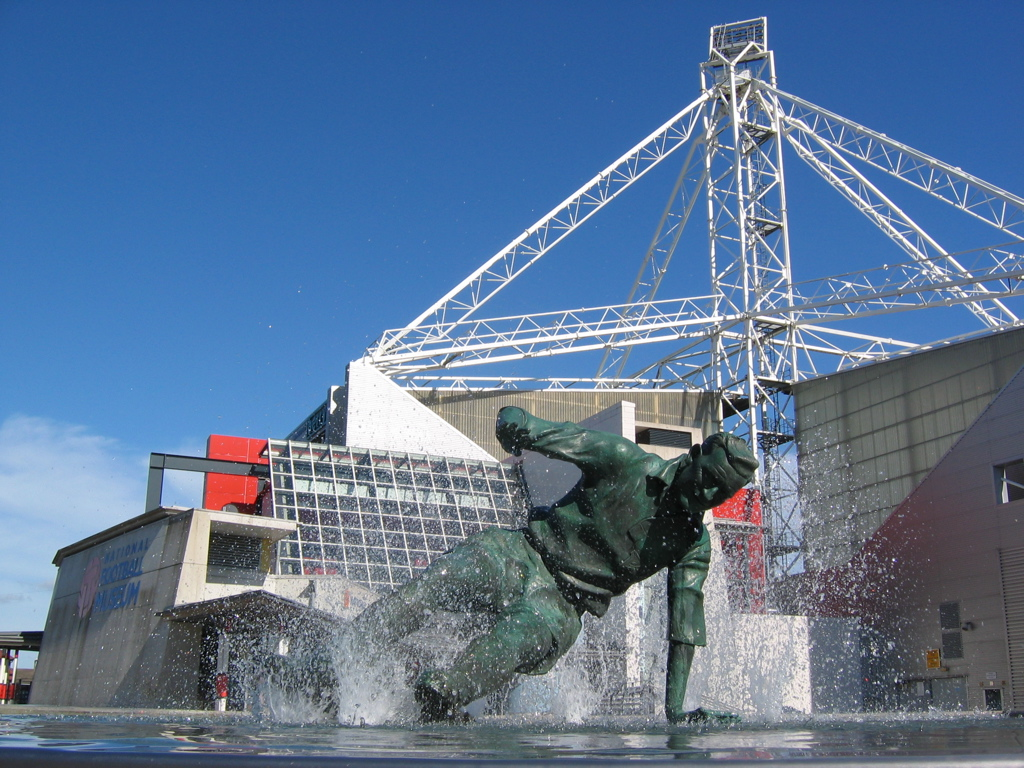
Tom Finney szobra a Deepdale előtt

A csapat stadionja a Deepdale Stadion, ami egyben a National Football Museum otthona is. 1860-ban építették és az első labdarúgó mérkőzést 1878. október 5-én rendezték. 1938. április 23-án az Arsenal elleni hazai mérkőzésre, 42 684 szurkoló gyűlt össze, amely azóta is a stadion legnagyobb nézőszáma.

## Játékosok
2009. május 2. szerint

### Jelenlegi keret
Frissítve: 2020.06.08.
| #  |     | Poszt | Név            |
| -- | --- | ----- | -------------- |
| 1  | ENG | K     | Declan Rudd    |
| 2  | ENG | V     | Darnell Fisher |
| 4  | ENG | KP    | Ben Pearson    |
| 5  | ENG | V     | Tom Clarke ()  |
| 6  | ENG | V     | Ben Davies     |
| 7  | ENG | KP    | Tom Bayliss    |
| 8  | IRE | KP    | Alan Browne    |
| 9  | ENG | CS    | Louis Moult    |
| 10 | ENG | KP    | Josh Harrop    |
| 11 | JAM | KP    | Daniel Johnson |
| 12 | SCO | KP    | Paul Gallagher |
| 13 | WAL | K     | Michael Crowe  |
| 14 | ENG | V     | Jordan Storey  |
| 15 | IRL | V     | Joe Rafferty   |

| #  |     | Poszt | Név             |
| -- | --- | ----- | --------------- |
| 16 | WAL | V     | Andrew Hughes   |
| 18 | ENG | KP    | Ryan Ledson     |
| 20 | ENG | CS    | Jayden Stockley |
| 21 | GER | V     | Patrick Bauer   |
| 23 | ENG | V     | Paul Huntington |
| 24 | IRL | CS    | Sean Maguire    |
| 25 | ENG | K     | Connor Ripley   |
| 28 | ENG | K     | Mathew Hudson   |
| 29 | ENG | CS    | Tom Barkhuizen  |
| 31 | ENG | CS    | Scott Sinclair  |
| 35 | ENG | CS    | David Nugent    |
| 39 | WAL | CS    | Billy Bodin     |
| 41 | SCO | V     | Lewis Coulton   |
| 44 | ENG | KP    | Brad Potts      |

## Menedzserek
| Edző            | Nemzet | Időszak   | M   | GY  | D  | V   | GY %  | Pontátlag |
| --------------- | ------ | --------- | --- | --- | -- | --- | ----- | --------- |
| Will Scott      | ENG    | 1949–1953 | 163 | 78  | 36 | 49  | 47.85 | 1.65      |
| Scot Symon      | SCT    | 1953–1954 | 63  | 30  | 11 | 22  | 47.62 | 1.60      |
| Frank Hill      | SCT    | 1954–1956 | 88  | 31  | 17 | 40  | 35.23 | 1.25      |
| Cliff Britton   | ENG    | 1956–1961 | 230 | 102 | 54 | 74  | 44.35 | 1.56      |
| Jimmy Milne     | SCT    | 1961–1968 | 350 | 126 | 96 | 128 | 36.00 | 1.35      |
| Bobby Seith     | SCT    | 1968–1970 | 70  | 15  | 21 | 34  | 21.48 | 0.94      |
| Alan Ball       | ENG    | 1970–1973 | 118 | 44  | 36 | 38  | 37.29 | 1.42      |
| Bobby Charlton  | ENG    | 1973–1975 | 89  | 29  | 25 | 35  | 32.58 | 1.26      |
| Harry Catterick | ENG    | 1975–1977 | 90  | 38  | 22 | 30  | 42.22 | 1.51      |
| Nobby Stiles    | ENG    | 1977–1981 | 174 | 56  | 67 | 51  | 32.18 | 1.35      |
| Tommy Docherty  | SCT    | 1981      | 17  | 3   | 6  | 8   | 17.65 | 0.88      |
| Alan Kelly Sr.  | IRL    | 1981      | 1   | 0   | 0  | 1   | 00.00 | 0.00      |
| Gordon Lee      | ENG    | 1981–1983 | 93  | 32  | 25 | 36  | 34.41 | 1.30      |
| Alan Kelly Sr.  | IRL    | 1983–1985 | 70  | 23  | 13 | 34  | 32.87 | 1.17      |
| Tommy Booth     | ENG    | 1985–1986 | 42  | 11  | 10 | 21  | 26.19 | 1.02      |
| Brian Kidd      | ENG    | 1986      | 4   | 0   | 1  | 3   | 00.00 | 0.25      |
| John McGrath    | ENG    | 1986–1990 | 192 | 74  | 53 | 65  | 38.54 | 1.43      |
| Les Chapman     | ENG    | 1990–1992 | 91  | 32  | 19 | 40  | 35.16 | 1.26      |
| John Beck       | ENG    | 1992–1994 | 99  | 36  | 20 | 43  | 36.36 | 1.29      |
| Gary Peters     | ENG    | 1994–1998 | 159 | 72  | 41 | 46  | 45.28 | 1.61      |
| David Moyes     | SCT    | 1998–2002 | 234 | 113 | 58 | 63  | 48.29 | 1.70      |
| Kelham O'Hanlon | IRL    | 2002      | 8   | 4   | 1  | 3   | 50.00 | 1.62      |
| Craig Brown     | SCT    | 2002–2004 | 106 | 36  | 30 | 40  | 33.96 | 1.30      |
| Billy Davies    | SCT    | 2004–2006 | 101 | 45  | 35 | 21  | 45.55 | 1.68      |
| Paul Simpson    | ENG    | 2006–2007 | 58  | 25  | 10 | 23  | 43.10 | 1.46      |
| Alan Irvine     | SCT    | 2007–2009 | 110 | 45  | 25 | 40  | 40.90 | 1.45      |
| Darren Ferguson | SCT    | 2010      | 49  | 13  | 11 | 25  | 26.53 | 1.02      |
| Phil Brown      | ENG    | 2011      | 51  | 15  | 15 | 21  | 29.41 | 1.18      |
| Graham Westley  | ENG    | 2012-13   | 62  | 16  | 23 | 23  | 25.81 | 1.15      |
| Simon Grayson   | ENG    | 2013-17   | 235 | 104 | 74 | 57  | 44.26 | 1.64      |
| Alex Neil       | SCT    | 2017-     | 140 | 55  | 39 | 46  | 39.29 | 1.46      |

## Riválisok
A klub földrajzi elhelyezkedése miatt a szurkolók a legnagyobb riválisnak a Burnley-t és a Blackpoolt tartják.

## Statisztika, rekordok
- Rekord nézőszám: 42 684, az Arsenal ellen, első osztály, 1938. április 23. [2]
- Rekord győzelem kupában: 26-0 a Hyde ellen, FA-kupa, 1887. október 15.[2]
- Rekord vereség kupában: 1-2 a Morecambe ellen, Ligakupa, 2007. augusztus 14.
- Rekord győzelem bajnokságban: 10-0 a Stoke ellen, első osztály, 1889. szeptember 14.[2]
- Rekord vereség bajnokságban: 0-7 a Blackpool ellen, első osztály, 1948. május 1.
- Legtöbb pont a bajnokságban (2/győzelem): 61, harmadosztály, 1970-71
- Legtöbb pont a bajnokságban (3/győzelem): 95, másodosztály, 1999-2000
- Legtöbb bajnoki gól: 100, másodosztály, 1927-28
- Legtöbb bajnoki gól: Tom Finney, 187, 1946 és 1960 között
- Legtöbb gól: Tom Finney, 210, 1946 és 1960 között
- Legtöbb bajnoki gól egy szezonban: Ted Harper, 37, másodosztály, 1932-33[2]
- Legtöbb bajnoki mérkőzés: Alan Kelly Sr., 447, 1961 és 1975 között
- Legtöbb mérkőzés: Alan Kelly Sr., 512, 1961 és 1975 között
- Legtöbbször válogatott játékos: Tom Finney, 76 mérkőzés,  Anglia, 1946 és 1958 között
- Rekord átigazolás (kapott pénz): 6 000 000 £, David Nugent a Portsmouth-hoz, 2007 július
- Rekord átigazolás (fizetett pénz): 1 500 000 £ David Healy a Manchester United-tól, 2000 december[2]

## Külső hivatkozások
- Preston North End hivatalos weboldal
- Szurkolói oldal
- Hivatalos Magyar Preston North End FanClub